# Jean-Claude Dreyfus
Jean-Claude Dreyfus (Parigi, 18 febbraio 1946) è un attore e comico francese.

## Filmografia parziale
- Canicola (Canicule), regia di Yves Boisset (1983)
- Tandem, regia di Patrice Leconte (1987)
- Delicatessen, regia di Jean-Pierre Jeunet e Marc Caro (1991)
- Tutte le mattine del mondo (Tous les matins du monde), regia di Alain Corneau (1991)
- Alexandra (Princesse Alexandra) (1993) - Miniserie TV
- Bonsoir, regia di Jean-Pierre Mocky (1994)
- Le fils de Gascogne, regia di Pascal Aubier (1995)
- La città perduta (La cité des enfants perdus), regia di Jean-Pierre Jeunet e Marc Caro (1995)
- Delitto tra le righe (Tiré à part), regia di Bernard Rapp (1996)
- La nobildonna e il duca (L'Anglaise et le Duc), regia di Éric Rohmer (2001)
- Due fratelli (Deux frères / Two Brothers), regia di Jean-Jacques Annaud (2004)
- Una lunga domenica di passioni (Un long dimanche de fiançailles), regia di Jean-Pierre Jeunet (2004)
- Monsieur Max, regia di Gabriel Aghion (2007)
- Attila Marcel, regia di Sylvain Chomet (2013)

## Doppiatori italiani
- Oreste Rizzini in Delicatessen, La città perduta
- Manlio Guardabassi in Tutte le mattine del mondo
- Renato Cortesi in La nobildonna e il duca
- Bruno Alessandro in Due fratelli
- Luciano De Ambrosis in Una lunga domenica di passioni